# Brickellia
Brickellia são plantas da família dos Girassóis, e seu gênero possui cerca de 100 espécies. Elas são encontradas na América do Norte, México e América Central. Muitas espécies são nativas do sudoeste americano, especialmente no Texas. Nas especificações de um Cladograma a Brickellia, está na base da linhagem das Eupatorieae.
Estas plantas são classificadas como perenes, ou seja vivem aproximadamente mais de dois anos. Algumas espécies tem um cheiro muito agradável, enquanto que outras tem cheiro desagradável. Todas as espécies possuem grandes quantidades de óleos essenciais, e Germacreno D, um inseticida natural..
Ignorando as defesas químicas das Brickellias, muitas espécies são alimentos de certas lagartas do gênero Lepidóptera. Sendo as Mariposas Noctuidae, as Schinia buta (somente nas Brickellias existente na Califórnia, B. californica), a Mariposa Schinia gracilenta (comum nas B. eupatorioides), a Schinia oleagina e a Trifascia Schinia.

## Classificação
As Brickellias dos gêneros Brickelliastrum são comum nos Estados Unidos e México, a Asanthus também nos Estados Unidos e México, a Dyscritogyne no México, e as Steviopsis, foram pesquisadas por muitos estudiosos do século 20, mas ao seu posicionamento ainda é incerto.

## Espécies
- Brickellia amplexicaulis – Earleaf Brickellbush
- Brickellia arcuta – Pungent Brickellbush
- Brickellia brachyphylla – Plumed Brickellbush
- Brickellia californica – California Brickellbush
- Brickellia cordifolia – Flyr's Nemesis
- Brickellia coulteri – Coulter's Brickellbush
- Brickellia cylindracea – Gravelbar Brickellbush
- Brickellia desertorum – Desert Brickellbush
- Brickellia eupatorioides – False Boneset
- Brickellia grandiflora – Tassel-flowered Brickellbush
- Brickellia incana – Woolly Brickellbush
- Brickellia knappiana – Knapp Brickellbush
- Brickellia mosieri – Florida Brickellbush
- Brickellia oblongifolia – Mojave Brickellbush, Narrow-leaved Brickellbush
- Brickellia peninsularis
  - Brickellia peninsularis var. amphithalassa
- Brickellia rusbyi – Stinking Brickellbush
- Brickellia venosa – Veiny Brickellbush
- Brickellia veronicaefolia

## Ligações Externas
Serviço de Conservação dos Recursos Naturais (em inglês)
Manual Jepson (em inglês)